# Влодзімєж Бончковський
Володимир Бончковський (пол. Włodzimierz Bączkowski); (26 березня 1905 , Сибір  — 19 серпня 2000 , Вашингтон )  — польський публіцист, у свій час один з головних спеціалістів з питань Східної Європи, діяч прометейського руху.
Засновник кількох видань, зокрема з 1932 року видавався «Biuletyn Polsko-Ukraiński» (Польсько-український бюлетень), а з січня 1939 року — місячник «Problemy Europy Wschodniej» («Проблеми Східної Європи»). Співробітник паризької «Культури» («Kultura») Після війни Бончковський був одним з ініціаторів створення Інституту Близького і Середнього Сходу «Reduta» в Єрусалимі, де співпрацював з професором Станіславом Свянєвічем. З 1955 року працював у Бібліотеці Конгресу у Вашингтоні.

## Політична думка
Концепція «прометеїзму» у політичній думці В. Бончковського.
Прометеїзм як філософське поняття, що означало наслідування античного Прометея в його добровільній присвяті і стражданні заради добра людства, став визначальним для польського месіанізму в добу романтизму. У ХХ столітті діячі національного руху, зокрема Юзеф Пілсудський, сформовані під впливом польської романтичної поезії, перенесли це поняття на ґрунт політики. Вони вбачали роль відновленої Польщі у підтримці для національно-визвольних рухів поневолених народів Східної Європи. В. Бончковський як головний теоретик концепції прометеїзму розрізняв прометеїзм Польщі як держави і польський прометеїзм як елемент польської духовної місії, як виразник жертовності польського народу. Він уважав, що, керуючись цими мотивами, поляки добровільно стануть на захист «поневолених Москвою» народів: українського, грузинського, азербайджанського, північно-кавказького, вірменського та інших. Як вираз польського посланництва, згармонізованого з польським державним інтересом, польський прометеїзм мав стати головним знаряддям здобуття й утвердження великодержавного статусу Польщі Прометеїзм поєднувався з політичною течією, яка в Росії бачила головного ворога незалежності Польщі. Гасла на повстанських прапорах «За вашу і нашу свободу!» виражали суть усієї польської політичної ідеології, що базувалася на Ягеллонській ідеї. Маніфест, виданий під час січневого повстання в Королівстві Польському, звертався до ідеї єдності «…поляків, литовців і русинів». Найкращим доказом цього була медаль, що з'явилася з нагоди скасування панщини. На її реверсі були зображені герби Польщі, Литви й Русі. Польські патріоти, звертаючись до литовців, білорусів й ук-раїнців, сподівалися на їхню підтримку в боротьбі з царизмом.